# 東急不動産ホールディングス
東急不動産ホールディングス株式会社（とうきゅうふどうさんホールディングス、英: Tokyu Fudosan Holdings Corporation）は、東急株式会社（旧・東京急行電鉄）の持分法適用関連会社であり、東急グループの総合不動産事業を統括する持株会社である。東京都渋谷区に本社を置く。日経平均株価およびJPX日経インデックス400の構成銘柄の一つ。傘下の事業者を含めて「東急不動産ホールディングスグループ」と称する。

## 概要
持株会社体制移行前の東急不動産グループは、東急不動産が子会社の東急コミュニティー・東急リバブルを傘下に持つ体制であったが、子会社の二社とも東京証券取引所第一部に上場しており、東急不動産の二社株式の保有割合はいずれも50％台にとどまっていた。持株会社体制への移行によりグループ連携強化を図るべく、2013年10月、東急不動産・東急コミュニティー・東急リバブルの3社が共同株式移転により設立した。
直接の子会社は設立母体の3社と東急住宅リースのみであり、それ以外の子会社は東急不動産ホールディングスの孫会社となっている。

## 沿革
- 2013年（平成25年）10月1日 - 東急不動産株式会社・株式会社東急コミュニティー・東急リバブル株式会社の三社が共同株式移転を行い持株会社東急不動産ホールディングス株式会社設立[6]。三社に代わり東京証券取引所一部に上場[7]。
- 2014年（平成26年）4月1日 - 三社から株式会社東急ハンズの株式を取得し、同社を直接子会社化[8]。
- 2022年（令和4年）3月31日 - 東急ハンズの全株式をカインズに売却[9][10]。
- 2024年（令和6年）3月31日 - 東急スポーツオアシスの全株式をルネサンスに売却[11]。

## 主なグループ企業
- 東急不動産
  - 石勝エクステリア - 造園工事業・土木工事業。
  - イーウェル - 福利厚生代行。
  - 東急不動産リート・マネジメント - 資産運用会社。
  - 東急不動産キャピタル・マネジメント - 国内外機関投資家向けのマルチアセットの私募ファンドの運用会社。
  - 東急不動産SCマネジメント - 商業施設運営。
  - 東急リゾーツ&ステイ - 都市型ホテル、リゾートホテル、ゴルフ場、スキー場などの運営。
  - 東急リゾート - 別荘・土地・マンション・会員制ホテル・ゴルフ会員権等、商品の売買仲介業と受託販売業。
  - 東急イーライフデザイン - 高齢者住宅・有料老人ホームの経営・運営・運営受託・高齢者住宅・有料老人ホームに係るコンサルティング。訪問介護・訪問看護サービス。
  - PT. TOKYU LAND INDONESIA - 戦略投資事業。（インドネシア）
  - Tokyu Land US Corporation - 米国の不動産開発・賃貸管理など。
  - 東急不動産諮詢（上海）有限公司 - 中国の不動産事業に関するコンサルティング業務。
- 東急コミュニティー - 不動産管理
  - 東急Re・デザイン
  - 東急ビルメンテナンス
  - 湘南コミュニティー
  - TCフォーラム
  - インフィールド
  - マリモコミュニティ
  - 第一ビルサービス
  - 用賀熱供給株式会社
  - HOCパートナーズPFI
  - PT.TOKYU PROPERTY MANAGEMENT INDONESIA
  - Tokyu PM Vietnam CO.,Ltd.
  - NOZOMI RESIDENTIAL MANAGEMENT JSC
- 東急リバブル - 不動産流通業
  - 東急リバブルスタッフ
  - リバブルアセットマネジメント
  - 東急房地産股份有限公司（台湾）
  - Tokyu Livable US, Inc.
  - Tokyu Livable Texas Investment Advisors, LLC
- 東急住宅リース - 賃貸住宅事業
  - 東急住宅マネジメント
  - レジデンシャルパートナーズ

### 過去のグループ会社
- 東急ハンズ（現・ハンズ）
- 東急スポーツオアシス（現・スポーツオアシス）